# Joachim Jagge Lindstøl
Joachim Jagge Lindstøl (7 giugno 1997) è uno sciatore alpino norvegese.

## Biografia
Attivo in gare FIS dal novembre del 2013, Lindstøl ha esordito in Coppa Europa il 2 dicembre 2015 a Hemsedal in slalom speciale e in Coppa del Mondo il 14 marzo 2021 a Kranjska Gora nella medesima specialità, in entrambi i casi senza completare la prova; è inattivo dal febbraio del 2023. Non ha preso parte a rassegne olimpiche o iridate.

## Palmarès

### Mondiali juniores
- 2 medaglie:
  - 1 argento (gara a squadre a Davos 2018)
  - 1 bronzo (slalom speciale a Davos 2018)

### Coppa Europa
- Miglior piazzamento in classifica generale: 58º nel 2021

### Campionati norvegesi
- 2 medaglie:
  - 1 oro (slalom parallelo nel 2018)
  - 1 argento (combinata nel 2018)